# ليبيا الأحرار
قناة ليبيا لكل الأحرار أو اختصارا قناة ليبيا الأحرار قناة فضائية ليبية مستقلة مقرها في قطر. بدأت بثها الفعلي أثناءالحرب الليبية وفي ظِلِّ وجود إعلام يتبع النظام كان لزاما على المجلس الوطني الانتقالي أن ينشئ قناة تتحدث باسمه، وتفند ما يبثه تلفزيون النظام وممارسته. فظهرت عدة قنوات ابتداء من مارس 2011 هي ليبيا الحرة (قناة فضائية) التي أسسها محمد نبوس في بنغازي وقناة أحفاد المختار التي تتحدث باسم الزنتان، إضافة لقناة ليبيا لكل الأحرار. كانت بداية بث هذه القنوات الليبية الجديدة الثلاث على قمر عرب سات بدر 4 ابتداءً من يوم 30 مارس 2011.
قامت قطر مؤخرا بطرد محمود شمام من مهامه لأنه كرس الخط التحريري الداعم للسيسي ورفض وصف ما يجري بمصر بالانقلاب. [بحاجة لمصدر]

## إعلاميو القناة
- شهرزاد كبلان (برنامج ليبيا الناس)استقالت
- معتز الخريف (مراسل طرابلس - مدير قسم البرامج) استقال
- صالح بن آدم (عين على العاصمة + المنبر + مطروح للنقاش + لقاء خاص + لقاء الساعة + جلسة ثوار + الخط الساخن) من اوائل المنشقين من طرابلس.. استقال
- حسام الدين الزوام (برنامج من بنغازي)استقال
- منير الغراري (عين على العاصمة) استقال
- عبد اللطيف الجفعري (عين على العاصمة - برنامج ليبيا سبورت) استقال
- محمد محيسن (برنامج)استقال من القناة ثم انضم للقناة الحكومية إل أر تي 1
- خالد عثمان (حديث في السياسة) استقال
- نبيل الحاج (النشرة وعدة برامج أخرى) استقال
- شكري عبد الرحمن (النشرة باللغة الأمازيغية - برنامج أمازيغي)استقال
- راضي غواز (النشرة باللغة الأمازيغية - برنامج أمازيغي) استقال
- آزم علي (النشرة باللغة الأمازيغية - برنامج أمازيغي)
- سناء المنصوري (النشرة باللغة الأمازيغية - برنامج أمازيغي) استقالت.[1]
- ملاك بيت المال (عين على العاصمة)استقالت من القناة وتعمل الآن في قناة ليبيا تي في
- ياسمين (برنامج ليبيا أن لاين) استقالت
- محمد أحواس (عدة برامج بالإضافة إلى النشرة) استقال
- الشيخ خالد الورفلي (برنامج الدين والحياة يستضيف فيه فضيلة الشيخ الصادق الغرياني) استقال
- محمود عبد العزيز الورفلي (برنامج بالليبي) استقال
- مي بوشناف (النشرة باللغة العربية) استقالت
- آرم ناجعة (ابن الشهيد قاسم ناجعة) استقال
- عبد الناصر خالد (النشرة بالعربية وبرامج أخرى) استقال

## محللون سياسيون
- محمود عبد العزيز الورفلي
- فتحي البعجة

## برامج القناة

### أثناء الثورة
- حديث في السياسة
- ليبيا الناس
- ليبيا أون لاين
- عين على العاصمة
- بالليبي
- ابريدنـ تاكَراولا «أمازيغي»
- الدين والحياة
- من بنغازي
- يوم حداد على شهداء مجزرة سجن أبو سليم
- حداد على شهداء الجيش الليبي في تشاد
- التحرير
- الشيفرة
- جرحانا ألم وأمل
- ليبيا اليوم
- لا شرقية ولا غربية
- ليبيا سبورت

### صيف 2012
في فترة «صيف 2012» خصصت القناة جُل برامجها إن لم يكن كلها للانتخابات وتغطيتها فكان لها عدة برامج ترافق انتخابات المؤتمر الوطني العام (ليبيا) منها:
- صندوق الاقتراع
- الخط الساخن
- عودة الحياة

وغيرها...

### ربيع 2013
- قبل أن يجف الحبر
- ليبيا اليوم
- الخط الساخن
- المنبر
- مطروح للنقاش
- نبض الحياة
- ع الطاولة
- حصاد الأسبوع
- مقالب البيتزا (مسلسل كوميدي)
- ليبيات فري (مسلسل كوميدي)
- نابليون والمحروسة (مسلسل)

## استقالات طاقم القناة
كانت استقالة الإعلامي محمود شمام رئيس مجلس إدارتها في 12 يوليو 2014، مقدمة لاستقالة عدد من مذيعي ومراسلي القناة، كان أبرزها استقالة مديرة القناة ورئيسة مجلس الإدارة المؤقتة «هدى السراري» فيما تبعها استقالة المراسل من طرابلس «معتز خريف» وتبعه بعد أسبوعين الإعلاميان نبيل الحاج، ومحمد زيدان، في 9 أغسطس 2014، إلى جانب رئيس التحرير علي حامد العريبي والمنتج احمد عرابي والمحرر محمد أنور والمذيع محمد صالح ورئيس القسم الرياضي عصام حسين، جاءت هذه الاستقالات احتجاجاً على تغير سياسة القناة وعدم نقلها جلسات مجلس النواب الليبي المنعقد في طبرق، ونقلها للمظاهرات المناؤة له، مما فسره البعض انحيازاً للتيار الإسلامي الذي تدعمه الحكومة القطرية التي تستضيف القناة في أرضها، كما استقال في نفس اليوم المراسل أحمد اللبيدي، والمصورين عبد العزيز هاشم، وخالد خميس. كما استقالت أيضاً المراسلة سيرين العماري.

## وصلات خارجية
- ليبيا الأحرار على فيس بوك
- ليبيا الأحرار على تويتر
- ليبيا الأحرار على يوتيوب
- ليبيا الأحرار على جوجل+
- مشاهدة البث المباشر لقناة ليبيا الأحرار على الانترنت